# 1875 en photographie
| Années de la photographie : 1872 - 1873 - 1874 - 1875 - 1876 - 1877 - 1878    |
| Décennies de la photographie : 1840 - 1850 - 1860 - 1870 - 1880 - 1890 - 1900 |

Cet article présente les faits marquants de l'année 1875 en photographie.

## Événements
- Raimund von Stillfried et Hermann Andersen créent à Yokohama au Japon le studio Stillfried & Andersen (en japonais 日本写真社 : Association photographique japonaise).
- Pierre Petit adhère à la Société française de photographie ; il est nommé photographe officiel de la Faculté de médecine de Paris.
- Léon Vidal cesse sa fonction de secrétaire général de la Société photographique de Marseille qu'il exerçait depuis 1860[1].
- Le photographe français Jules David, spécialisé dans la photographie de groupes scolaires, devient le photographe attitré de plusieurs grands lycées parisiens ainsi que de nombreux lycées de province.
- Le photographe français Séraphin-Médéric Mieusement devient photographe attaché à la Commission des Monuments historiques.
- Création de la Société photographique de Toulouse.
- 16-17 juillet : procès à Paris pour escroquerie du photographe Édouard Buguet, qui se présente comme « photographe-médium » réalisant des photographies spirites, et du rédacteur en chef de la Revue spirite, Pierre-Gaëtan Leymarie[2],[3].

## Photographies notables

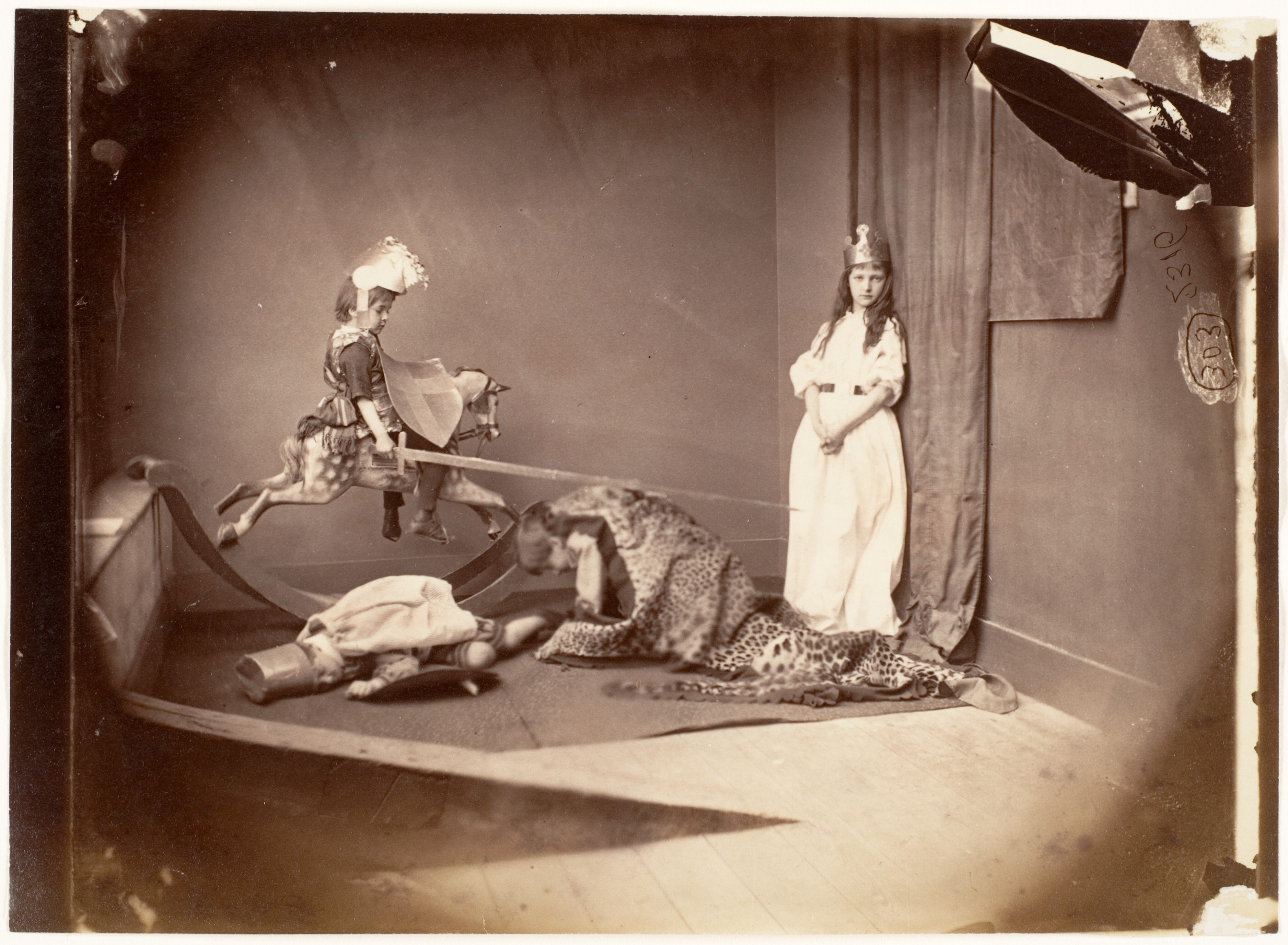
Lewis Carroll, Saint George et le dragon.

- Lewis Carroll, Saint George et le dragon : photographie mettant en scène Alexandra Kitchin en princesse, ses frères Brook Taylor en saint George, George Herbert en soldat mort et Hugh Bridges en léopard.

## Naissances
- 29 mars : Eustasio Villanueva, photographe espagnol, mort le 22 septembre 1949.
- 21 juin : Nelly Thüring, photographe et femme politique suédoise,  morte le 2 janvier 1972.
- 8 juillet : Rodolphe Archibald Reiss, criminologue et criminaliste germano-suisse, pionnier de la police scientifique passionné de photographie et phototographe, mort le 8 août 1929.
- 7 septembre : Richard N. Speaight, photographe portraitiste anglais, photographe officiel de la maison royale britannique, membre de la Professional photographer's association de Londres, mort le 8 mars 1938.
- 22 septembre : Fernand Detaille, photographe, illustrateur et éditeur français, mort le 30 avril 1954.
- 10 octobre : Corona González, journaliste et photographe espagnole, morte le 11 mai 1972.
- 22 octobre : Harriet Chalmers Adams, exploratrice et photographe américaine, morte le 17 juillet 1937.
- 9 novembre : Hans Lehmann, physicien allemand spécialisé dans l’optique et la photographie, mort le 22 septembre 1917.
- Date précise non renseignée ou inconnue :
  - Pere Casas Abarca, photographe espagnol, mort en 1958.
  - Rita Martin, photographe portraitiste britannique, morte en 1958.

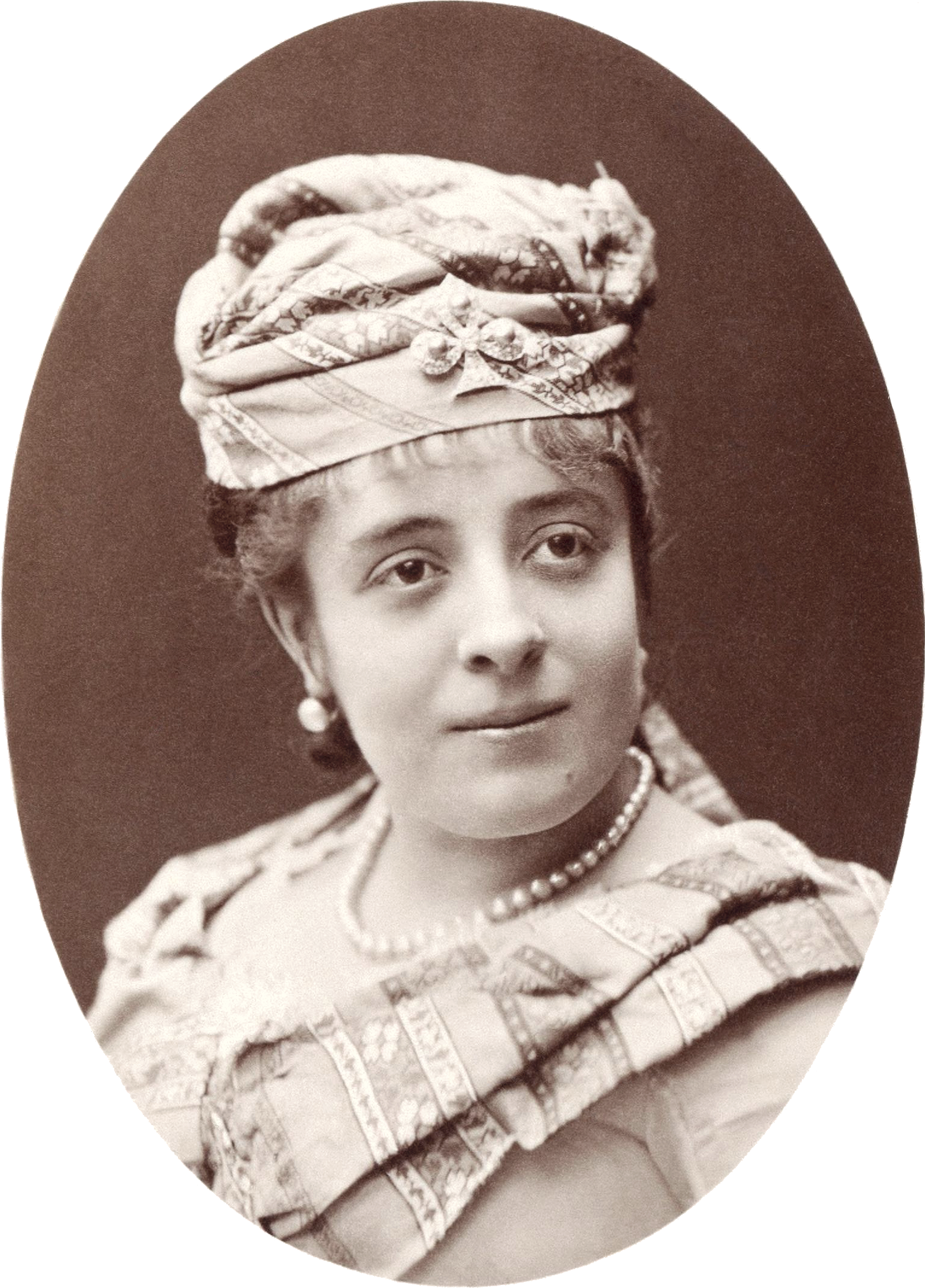
Nadar, Anna Judic dans l'opéra-comique d'Offenbach La Créole au Théâtre des Bouffes-Parisiens, 3 novembre 1875. Positif sur papier albuminé, d'après un négatif sur verre au gélatinobromure d'argent.

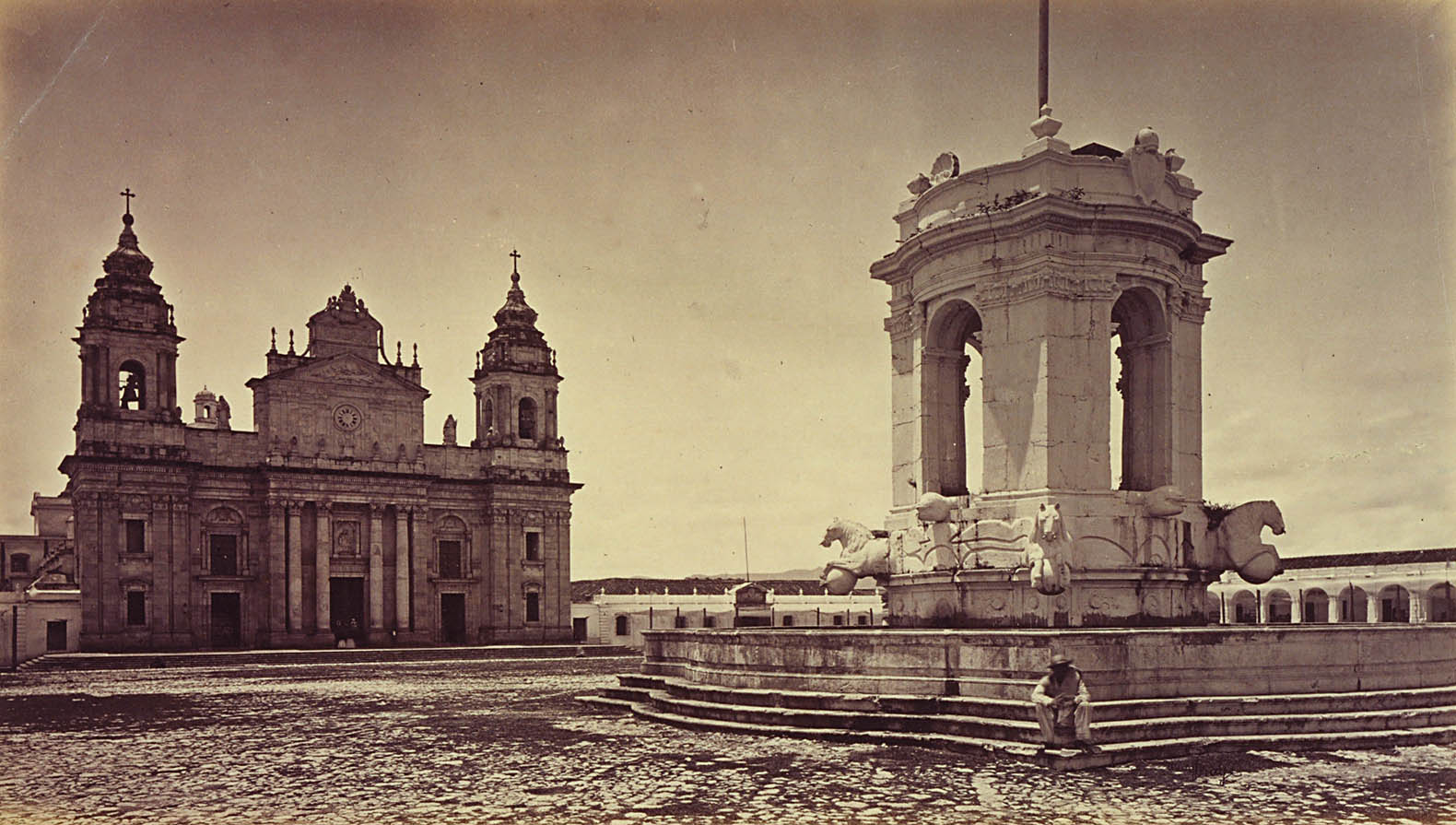
Eadweard Muybridge, Fontaine Charles III et cathédrale Saint-Jacques de Guatemala.

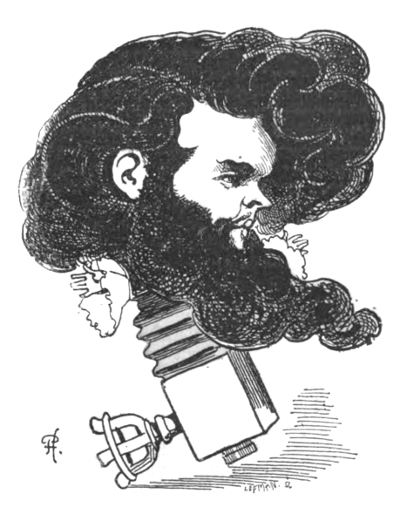
Paul Hadol, caricature du photographe Pierre Petit publiée dans la revue Le Trombinoscope, 1875.

## Décès
- 18 janvier : Oscar Gustave Rejlander, photographe britannique d'origine suédoise, né en 1813.
- 13 février : 
  - Bruno Braquehais, inventeur et photographe anglais, né le 22 septembre 1819.
  - Uchida Kuichi, photographe japonais, né en 1844.
- 13 mars : Madame Moriss, pseudonyme de Rosine Cahen, photographe française, née le 16 mars 1828.
- 19 mars : Thomas Sutton, photographe anglais, né le 28 janvier 1823.
- 26 avril : Edmond Bacot, photographe français, né le 25 juillet 1814.
- 12 mai : Alphonse Le Blondel, photographe français actif à Lille, né le 18 avril 1814.
- 7 juin : Augustus Washington, photographe afro-américain, actif au Libéria, né vers 1820.
- 15 septembre : Guillaume Duchenne de Boulogne, médecin neurologue français, qui a utilisé la photographie pour documenter toutes les expressions possibles du visage, né le 17 septembre 1806.
- 25 décembre : Pierre-Ambroise Richebourg, photographe français, né le 28 novembre 1810.
- Date précise non renseignée ou inconnue : 
  - Émile Garreaud, photographe français actif au Pérou et au Chili, né le 23 mai 1834.
  - Jesse Harrison Whitehurst, photographe portraitiste américain, né en 1819.

## Célébrations
Centenaire de naissance
- Jean-Gabriel Eynard